# 李树茁
李树茁，西安交通大学亚欧研究中心主任 、教授，主要从事人口与社会可持续发展、公共政策分析与评价等方面的研究工作。入选中华人民共和国教育部第八批"长江学者"特聘教授。